# Euphorbia patentispina
Euphorbia patentispina är en törelväxtart som beskrevs av Susan Carter. Euphorbia patentispina ingår i släktet törlar, och familjen törelväxter. Inga underarter finns listade i Catalogue of Life.